# Nealcidion decoratum
Nealcidion decoratum là một loài bọ cánh cứng trong họ Cerambycidae.